# Olivier Brunhes
Pour les articles homonymes, voir Brunhes.
 (février 2018).
Si vous disposez d'ouvrages ou d'articles de référence ou si vous connaissez des sites web de qualité traitant du thème abordé ici, merci de compléter l'article en donnant les références utiles à sa vérifiabilité et en les liant à la section « Notes et références ».
 (avril 2021).
La mise en forme du texte ne suit pas les recommandations de Wikipédia : il faut le « wikifier ».
Les points d'amélioration suivants sont les cas les plus fréquents :
- Les titres sont pré-formatés par le logiciel. Ils ne sont ni en capitales, ni en gras.
- Le texte ne doit pas être écrit en capitales (les noms de famille non plus), ni en gras, ni en italique, ni en « petit »…
- Le gras n'est utilisé que pour surligner le titre de l'article dans l'introduction, une seule fois.
- L'italique est rarement utilisé : mots en langue étrangère, titres d'œuvres, noms de bateaux, etc.
- Les citations ne sont pas en italique mais en corps de texte normal. Elles sont entourées par des guillemets français : « et ».
- Les listes à puces sont à éviter, des paragraphes rédigés étant largement préférés. Les tableaux sont à réserver à la présentation de données structurées (résultats, etc.).
- Les appels de note de bas de page (petits chiffres en exposant, introduits par l'outil «  Source ») sont à placer entre la fin de phrase et le point final[comme ça].
- Les liens internes (vers d'autres articles de Wikipédia) sont à choisir avec parcimonie. Créez des liens vers des articles approfondissant le sujet. Les termes génériques sans rapport avec le sujet sont à éviter, ainsi que les répétitions de liens vers un même terme.
- Les liens externes sont à placer uniquement dans une section « Liens externes », à la fin de l'article. Ces liens sont à choisir avec parcimonie suivant les règles définies. Si un lien sert de source à l'article, son insertion dans le texte est à faire par les notes de bas de page.
- La présentation des références doit suivre les conventions bibliographiques. Il est recommandé d'utiliser les modèles {{Ouvrage}}, {{Chapitre}}, {{Article}}, {{Lien web}} et/ou {{Bibliographie}}. Le mode d'édition visuel peut mettre en forme automatiquement les références.
- Insérer une infobox (cadre d'informations à droite) n'est pas obligatoire pour parachever la mise en page.

Pour une aide détaillée, merci de consulter Aide:Wikification.
Si vous pensez que ces points ont été résolus, vous pouvez retirer ce bandeau et améliorer la mise en forme d'un autre article.
Olivier Brunhes est un dramaturge , scénariste et écrivain français.

## Biographie
Olivier Brunhes a travaillé comme acteur avec Joël Pommerat, Romain Weingarten, Jean Marais, Bertrand Tavernier, Jean-Pierre Mocky, Serge Moati et dans la troupe de Laurent Terzieff pendant une quinzaine d’années (1984-2000).
Pendant cette période, il réalise deux films dont Laurent Terzieff et compagnie, un documentaire de 26 min. édité en DVD à l’automne 2012 (L'Harmattan), un court métrage Du boulot (10 min).
En 2004, il fonde L'Improbable Troupe de l'Art Éclair, créant des spectacles avec populations isolées, personnes autistes, centres psychiatriques, quart-monde, personnes handicapées mentales, détenus, SDF.
Il est chargé de cours à l'Institut d'études théâtrales de la Sorbonne.
Depuis 2005 il écrit des pièces de théâtre, des nouvelles (La Parabole de l'ange in Des nouvelles de la banlieue, Textuel 2008, Silence rompu in Passés par la case prison, La découverte 2014). 
Scénariste de "Sous les étoiles de Paris" co-écrit avec le réalisateur Claus Drexel (sortie le 8 avril 2020)
Son premier roman, La Nuit du chien (Actes Sud, 2012) a reçu le Prix Senghor du premier roman 2012 et le Prix des lycéens et apprentis de la région Île-de-France 2013.
Spectacles récents: Fracas (2012-2019, Prix diversité culturelle de la SACD/Ministère de la Culture 2015), Paroles du dedans (2015-2017), "L'ombre du soleil" (2018), Tout l'univers (2020-2022)
Il joue dans Salle des fêtes, de Baptiste Amann (2022/2023)
Chevalier des Arts et des lettres (2017)
Lauréat du Parcours d'auteur du Centre National de la Cinématographie (2021)

## Filmographie

### Cinéma

#### Longs métrages
- 1994 : Des feux mal éteints de Serge Moati : Grégois
- 1996 : Capitaine Conan de Bertrand Tavernier : Soldat anarchiste
- 1997 : Sous les pieds des femmes de Rachida Krim : Jacques

#### Courts métrages
- 2003 : Qui frappe à la porte d'Henri Michel ? d'Emmanuel Laborie : L'assureur
- 2003 : Victor de Clément Rière : Le père

### Télévision

#### Téléfilms
- 1979 : La Dame aux coquillages : Le mousse
- 1983 : Pour Élisa de Paul Seban : Gustave Flaubert
- 1987 : Le Miraculé de Jean-Pierre Mocky : Le curé français
- 1989 : Jeanne d'Arc, le pouvoir et l'innocence de Pierre Badel : Le duc d'Alençon
- 2001 : Une fille dans l'azur : Lorgemont
- 2004 : La Classe du brevet : Marc

#### Séries télévisées
- 2003 : Louis la brocante : François
- 2006 : Central nuit : Dan
- 2007 : La Prophétie d'Avignon : Sylvain Epstein
- 2007 : Paris enquêtes criminelles : Marc Savoie

## Théâtre
- 1989 : La Machine infernale de Jean Cocteau, mise en scène Jean Marais, festival d'Anjou, Espace Cardin
- Phèdre (Jean Racine), mis en scène par Antoine Bourseiller.
- Thyeste (Sénèque), mis en scène par André Cazalas.
- La Ville à voile, mis en scène par André Cazalas.
- Eliophore (création collective), Jean-Jacques Fdida, Joël Pommerat, Pierre Meunier, Olivier Brunhes.
- Monsieur de Pourceaugnac (Molière), Jean-Pierre Ryngaert.
- Un bon patriote (John Osborne), Jean-Paul Lucet.
- Bavures (Daniel Lemahieu), Jean-Pierre Ryngaert.
- À pied (Slavomir Mrozeck), Laurent Terzieff.
- Richard deux (Shakespeare), Laurent Terzieff.
- Le Bonnet de fou (Pirandello), Laurent Terzieff.
- Meurtre dans la cathédrale (T.S. Eliott), Laurent Terzieff.
- Mort d'un commis voyageur (Arthur Miller), Régis Santon.
- Brûlés par la glace (Peter Asmussen), Laurent Terzieff.
- Staline Mélodie (David Pownal), Régis Santon.
- Fils de chienne de vie (Agotha Kristoff), Jean-Claude Dealagneau.
- Blue-s-Cat (Koffi Kwahulé), mis en scène par l'auteur.
- Stuff Happens (David Hare), William Nadylan, Bruno Freyssinet.
- Week-end de rêve (Olivier Brunhes).
- Aziou Liquid (Koffi Kwahulé, François Prodromidès, Olivier Brunhes).
- Rêve d'A. (Olivier Brunhes).
- Le Jour qu'on attend (Olivier Brunhes).
- Fracas (Olivier Brunhes).
- Paroles du dedans (Olivier Brunhes)
- L'ombre du soleil (Olivier Brunhes)
- Tout l'univers (Olivier Brunhes)
- Salles des fêtes (Baptiste Amann)

## Œuvres

### Publications
- Le Fossé de l’aumône (2006, édition Avant-scène théâtre), avec le soutien de la fondation Beaumarchais.
- Spirituo perpet (2007, édition Avant-scène théâtre), pièce retenue par le bureau des lecteurs de la Comédie Française.
- Aziou Liquid (2007, Avant-scène théâtre) coécriture avec Koffi Kwahulé et François Prodromidès.
- L'Homme en pièce (2008, coédition Comédie-Française/Avant-scène théâtre, La famille).
- Rêve d'A. (2009, édition  Avant-scène théâtre), avec le soutien du Centre National du Livre.
- « La Parabole de l'ange » dans Des nouvelles de la banlieue (2008, édition Textuel), recueil des nouvelles d'Olivier Brunhes, Nancy Huston, Régis Jauffret, Boualem Sansal, Sylvain Tesson, Éric Reinhardt, Lydie Salvayre, Jean-Bernard Pouy, Tania de Montaigne, Koffi Kwahulé.
- Passés par la case prison (La découverte), recueil de portraits d'anciens détenus, à l'initiative de l'Observatoire International des Prisons. Nouvelles d'Olivier Brunhes, Philippe Claudel, Marie Darrieusecq, Virginie Despentes, Nancy Huston, Mohamed Kacimi, Pierre Lemaître, Gérard Mordillat.
- La Nuit du chien, roman, (Actes Sud). Prix Senghor du premier roman francophone 2012, prix des lycéens et apprentis de la région Île-de-France 2013. En cours d'adaptation cinématographique.

## Critiques
- « Absolument remarquable. La nuit du chien, un formidable premier roman. » (François Busnel, La Grande Librairie, avril 2012, France 5)[source insuffisante]
- « Dans une écriture éruptive, où la gouaille argotique fait ressortir l’incandescence poétique, Olivier Brunhes emmène ses personnages dans les anfractuosités du monde. (…) dans cette bouleversante tragi-comédie initiatique, qui fait le chien fait l’ange. » (Juliette Einhorn, Le Magazine littéraire)[source insuffisante]
- « Avec La nuit du chien, Olivier Brunhes expérimente plusieurs formes : récits de rêves, incantations, chansons, onomatopées, parlers populaires, monologue intérieur… La langue de son récit haletant est toujours vivante, charnelle, rageuse. Ce roman peut signifier que la vie est une farce noire jusqu’à l'instant où le héros a la force de changer, et découvre enfin la griserie d’être au monde. » (Muriel Steinmetz, L'Humanité)[source insuffisante]
- « Fougueuse, poétique, argotique, presque sauvage, très travaillée sous son côté brut de décoffrage, la langue d’Olivier Brunhes donne à ce premier roman une allure de road-book halluciné et poétique, à la fois naïf et désarmant, brutal et entraînant. » (Bernard Quiriny, Evene.fr)[source insuffisante]
- « Intense et magnétique, La Nuit du chien revêt les atours d’un récit d’initiation intransigeant. » (Jérôme Goude, Le Matricule des Anges)[source insuffisante]
- « Un style original qui révèle une sensibilité d’écorché vif. » (Marie-Pierre Bologna, Le Parisien)[source insuffisante]
- Sonya Faure, Libération, 9 décembre 2014, double page à propos de Silence rompu in Passés par la case prison (éditions La Découverte)